# 342

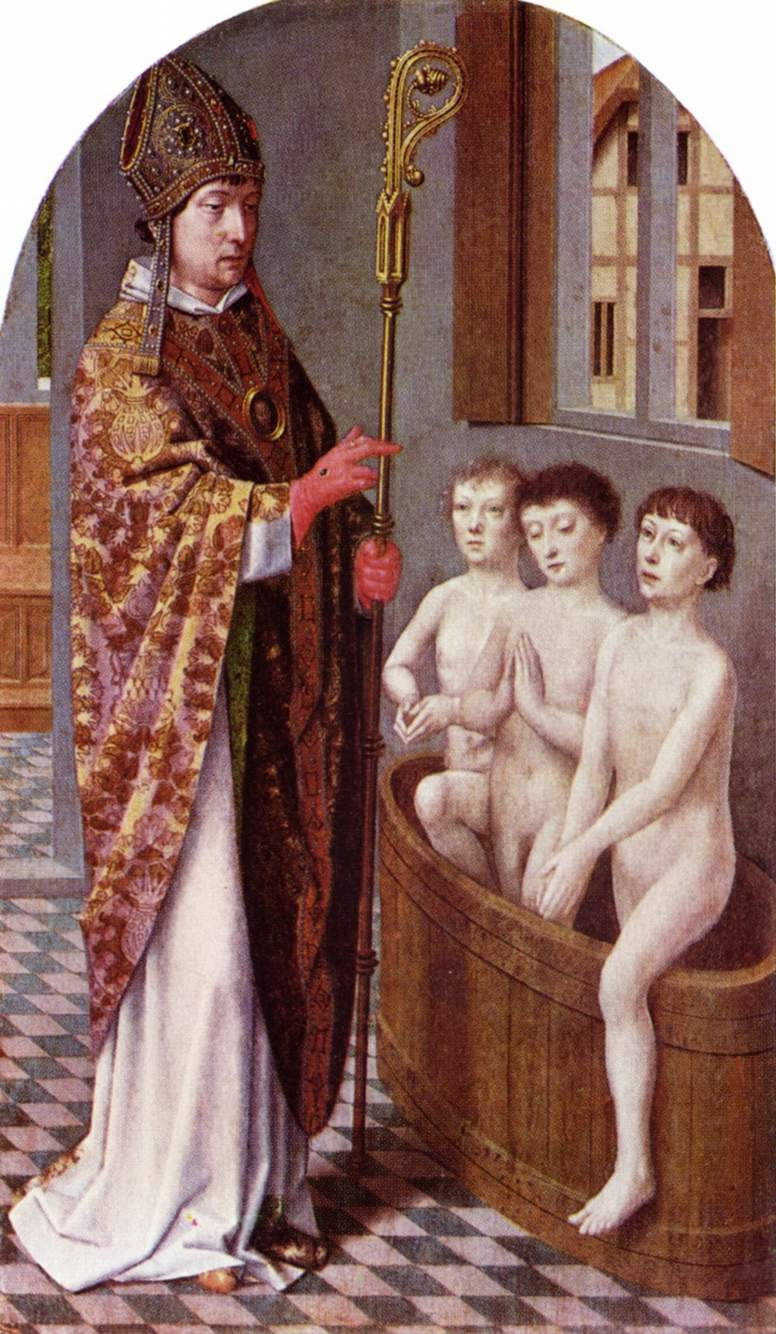
Nicolaas van Myra (Sinterklaas)

Het jaar 342 is het 42e jaar in de 4e eeuw volgens de christelijke jaartelling.

## Gebeurtenissen

### Italië
- In Rome worden homohuwelijken door de Senaat verboden in het Imperium Romanum.

### Europa
- Keizer Constans I beëindigt zijn veldtocht tegen de Franken. Ten zuiden van de Rijn worden Frankische nederzettingen gebouwd.

### Balkan
- De Synode van Sardica (huidige Sofia, Bulgarije) wordt gehouden. De Orthodoxe Kerk erkent de synode niet als concilie.

### Armenië
- Husik volgt zijn vader Vrtanes op als vierde patriarch van de Armeens-Apostolische Kerk.

## Overleden
- 6 december – Nicolaas van Myra (Sinterklaas), bisschop en heilige (waarschijnlijke datum)